# 法國外籍兵團馬約特特遣隊
法國外籍兵團馬約特特遣隊（法文：Détachement de Légion étrangère de Mayotte）為法國外籍兵團的一員，駐紮於法國海外領土馬約特的藻德濟市。其工作為確保馬約特的主權、警備其國境、保護法國於此的權益以及實施島嶼戰的訓練。

## 沿革
- 1956年：由馬達加斯加外籍步兵營中分出。
- 1962年：第3外籍步兵團駐留馬達加斯加，又另外分出一部分。
- 1975年：葛摩宣布獨立，但馬約特島仍屬於法國。
- 1976年：馬約特特遣隊編制。
- 1984年：第1外籍騎兵團又分出一部分隊員至本部隊（為最後一次此狀況）。
- 1992年：葛摩危機爆發，部隊陷入警戒狀態，直到GIGN介入後情況才告緩和。

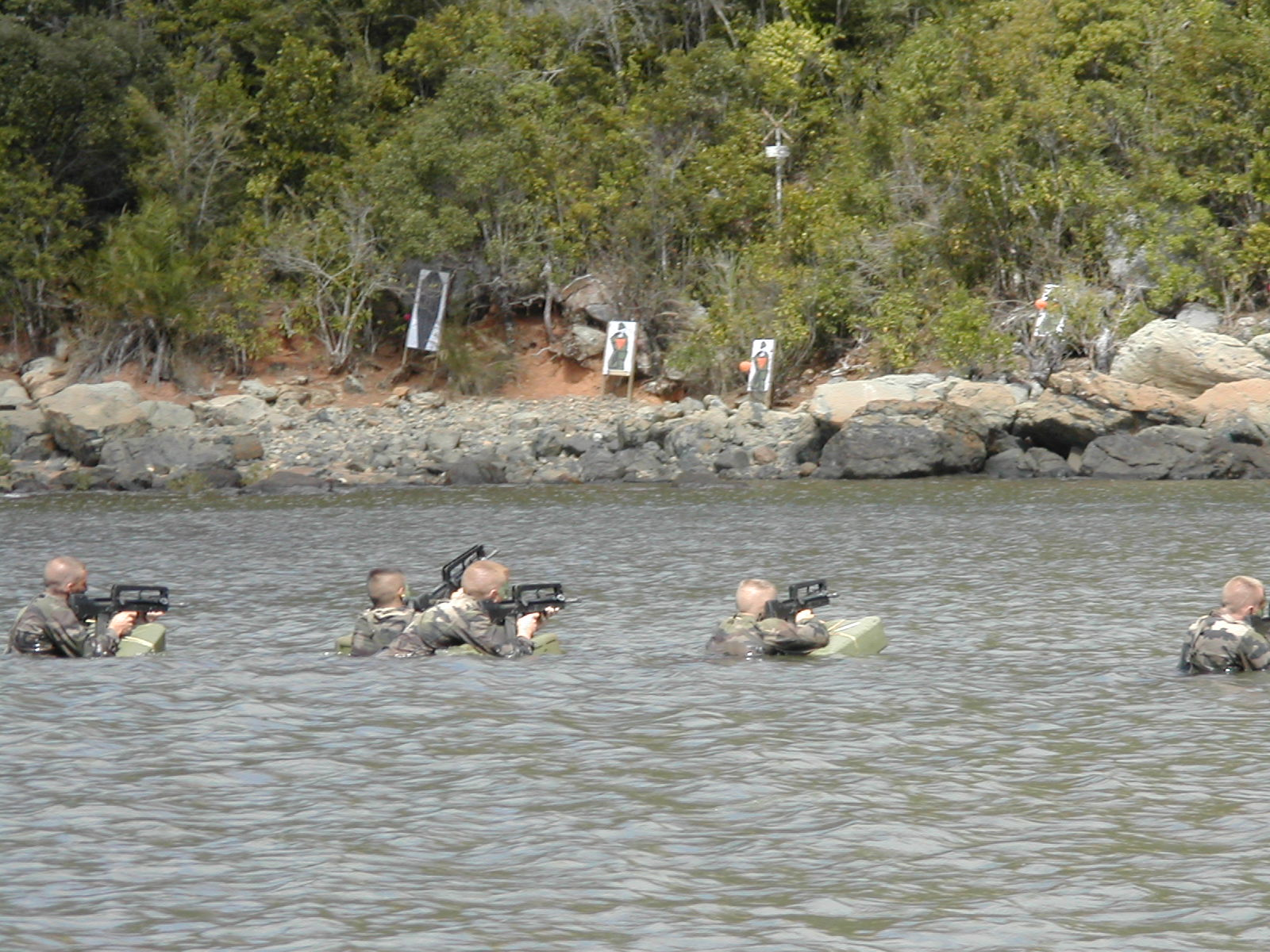
水上潛入射擊訓練

## 編制
- 特遣隊本部
- 本部管理連
- 綜合戰鬥連（使用個人與小隊武器，特化為島嶼戰專門的步兵連）

- 本分遣隊由法國外籍兵團成員混合編成，約250名成員，每4個月輪調。

## 裝備
- 貝瑞塔92
- FAMAS（DLEM制式突擊步槍）
- FR-F2
- FN Minimi
- AAT-F1
- AAT-F1
- 白朗寧M2
- RTF1 120mm迫擊砲
- LLR 81mm迫擊砲
- ERYX反坦克導彈
- 米蘭反坦克飛彈
- HOT式反坦克飛彈
- AMX-10RC裝甲車
- VBL裝甲車
- 標緻P4
- TRM 2000卡車

## 外部連結
- Le portail de la Légion étrangère 法國外籍兵團 （页面存档备份，存于） （法文）（英文）